# Инквизиция в Гоа

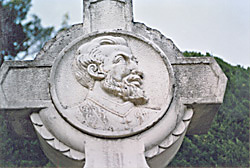
Святой Франциск Ксаверий, выступивший в 1545 году инициатором создания инквизиции в Гоа

Инквизиция в Гоа — Португальская инквизиция в индийском штате Гоа и других владениях Португальской империи в Азии. Была учреждена в 1560 году, приостановила свою деятельность в период с 1774 по 1778 годы, и прекратила своё существование в 1812 году.

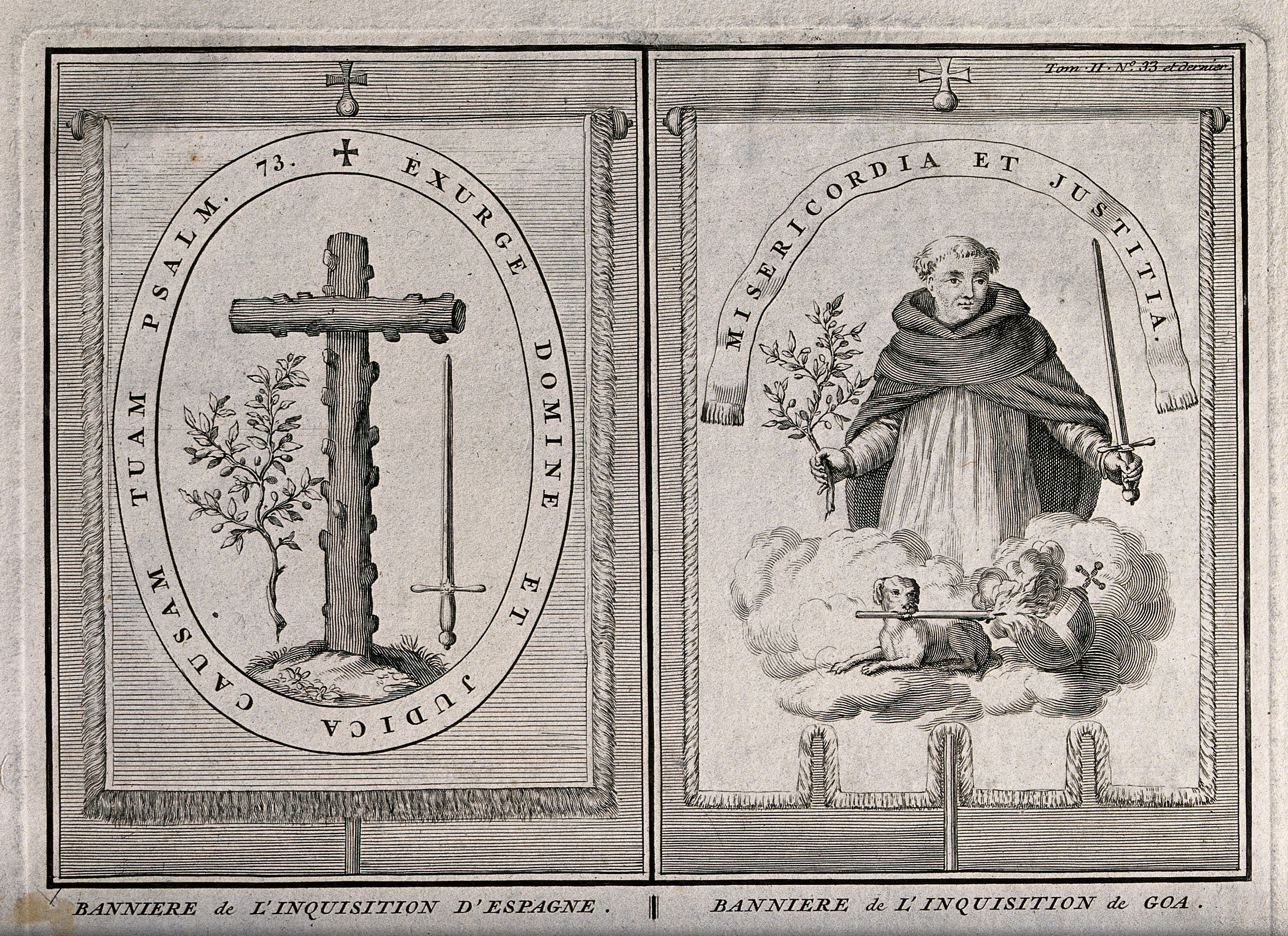
Слева — девиз Испанской инквизиции «восстань, Господи, защити дело Твоё».
Справа — девиз Португальской инквизиции в Гоа «милосердие и справедливость»

Основным объектом преследования инквизиции в Гоа были индийцы, ранее обратившиеся в католицизм из индуизма или ислама, но подозреваемые в тайном следовании своей прежней религии. Та же инквизиция преследовала индуистов и мусульман, нарушавших запрет на практику обрядов своей религии и содействовала в практиковавшимся португальскими властями принудительном обращении нехристиан в католичество. Хотя официальной целью инквизиции было сохранение католической веры, на самом деле инквизиция использовалась как инструмент социального контроля над индийскими индуистами и католиками, а также для обогащения инквизиторов через конфискацию имущества жертв.
После прекращения инквизиции в 1812 году практически все документы были уничтожены, так что определить количество жертв не представляется возможным. Судя по сохранившимся записям, в период между началом инквизиции в 1561 году и её временным прекращением в 1774 году, по крайней мере 16202 человек предстали перед судом. Из этого числа 57 человек были приговорены к смертной казни, а остальные подвергнуты другим мерам наказания. Однако, судьба большинства жертв инквизиции остаётся неизвестной.